# Вермешти (Бакау)
Вермешти (рум. Vermești) насеље је у Румунији у округу Бакау у општини Команешти. Oпштина се налази на надморској висини од 409 m.

## Становништво
Према подацима из 2002. године у насељу је живело 1262 становника.

### Попис2002.
| Расподела становништва по националности 2002.‍ | Расподела становништва по националности 2002.‍ | Расподела становништва по националности 2002.‍ | Расподела становништва по националности 2002.‍ | Расподела становништва по националности 2002.‍ |
| --------------------------------------------- | --------------------------------------------- | --------------------------------------------- | --------------------------------------------- | --------------------------------------------- |
|                                               |                                               |                                               |                                               |                                               |
| Румуни                                        | Румуни                                        |                                               | 1.215                                         | 96,3%                                         |
| Мађари                                        | Мађари                                        |                                               | 5                                             | 0,4%                                          |
| Роми                                          | Роми                                          |                                               | 42                                            | 3,3%                                          |